# MacGyver
Pour le personnage, voir Angus MacGyver. Pour le reboot de la série, voir MacGyver (série télévisée, 2016).
MacGyver [məˈɡaɪvɚ] est une série télévisée américaine d'action, d'aventure et d'espionnage en 139 épisodes de 47 minutes créée par Lee David Zlotoff et diffusée entre le 29 septembre 1985 et le 21 mai 1992 sur le réseau ABC.
En France, la série est diffusée pour la première fois le 4 janvier 1987 sur Antenne 2 (puis France 2) dans Dimanche Martin et les autres programmes jusqu'en 1994, puis sur La Cinq (juillet 1990 à mars 1992). La série est de nouveau rediffusée depuis le 31 août 2024 sur TMC de 13h05 et 17h55. Au Québec, elle a été diffusée par TQS ; en Belgique francophone sur la chaîne privée RTL-TVI ; en Suisse sur la TSR et au Luxembourg sur RTL Télévision puis RTL TV.
Henry Winkler et John Rich en sont les producteurs exécutifs. La série a été tournée à Los Angeles pendant les saisons 1, 2 et 7, et à Vancouver en Colombie-Britannique, pendant les saisons 3 à 6.
Le personnage principal de la série, Angus MacGyver (interprété par l'acteur Richard Dean Anderson), travaille souvent comme agent secret, aventurier ou comme participant à des missions humanitaires. Dès la deuxième saison, il devient membre de l'agence secrète fictive dite la « Fondation Phoenix ». La capacité la plus étonnante de MacGyver est l'application pratique et ingénieuse des sciences et de l'ingénierie combinée à l'utilisation des objets du quotidien, d'une manière inédite. Avec ce talent, MacGyver trouve une multitude de solutions étonnantes pour résoudre divers problèmes, comme l'évasion lors d'une captivité ou le désamorçage de charges explosives.
La série a été un succès d'audience pour ABC et a été particulièrement populaire aux États-Unis, en Europe, en Australie et en Nouvelle-Zélande. Deux téléfilms, MacGyver : Le trésor perdu de l'Atlantide et MacGyver : le chemin de l'enfer, diffusés tous deux sur ABC en 1994.
En 2003, un pilote de série intitulé Young MacGyver est diffusé aux États-Unis, mettant en scène le neveu de MacGyver, Clay, interprété par Jared Padalecki.
En 2016, un reboot de la série, également intitulé MacGyver, est diffusé aux États-Unis. Le rôle-titre est attribué à Lucas Till.
En 2018, CBS annonce la re-masterisation complète de la série en haute définition. La sortie en Blu-ray est prévue le 30 octobre 2018 [Quand ?]aux États-Unis et le 21 novembre 2018 [Quand ?]en France.
La série a aussi sa propre chaîne sur la plateforme gratuite Pluto TV depuis le 13 juillet 2022.

## Synopsis

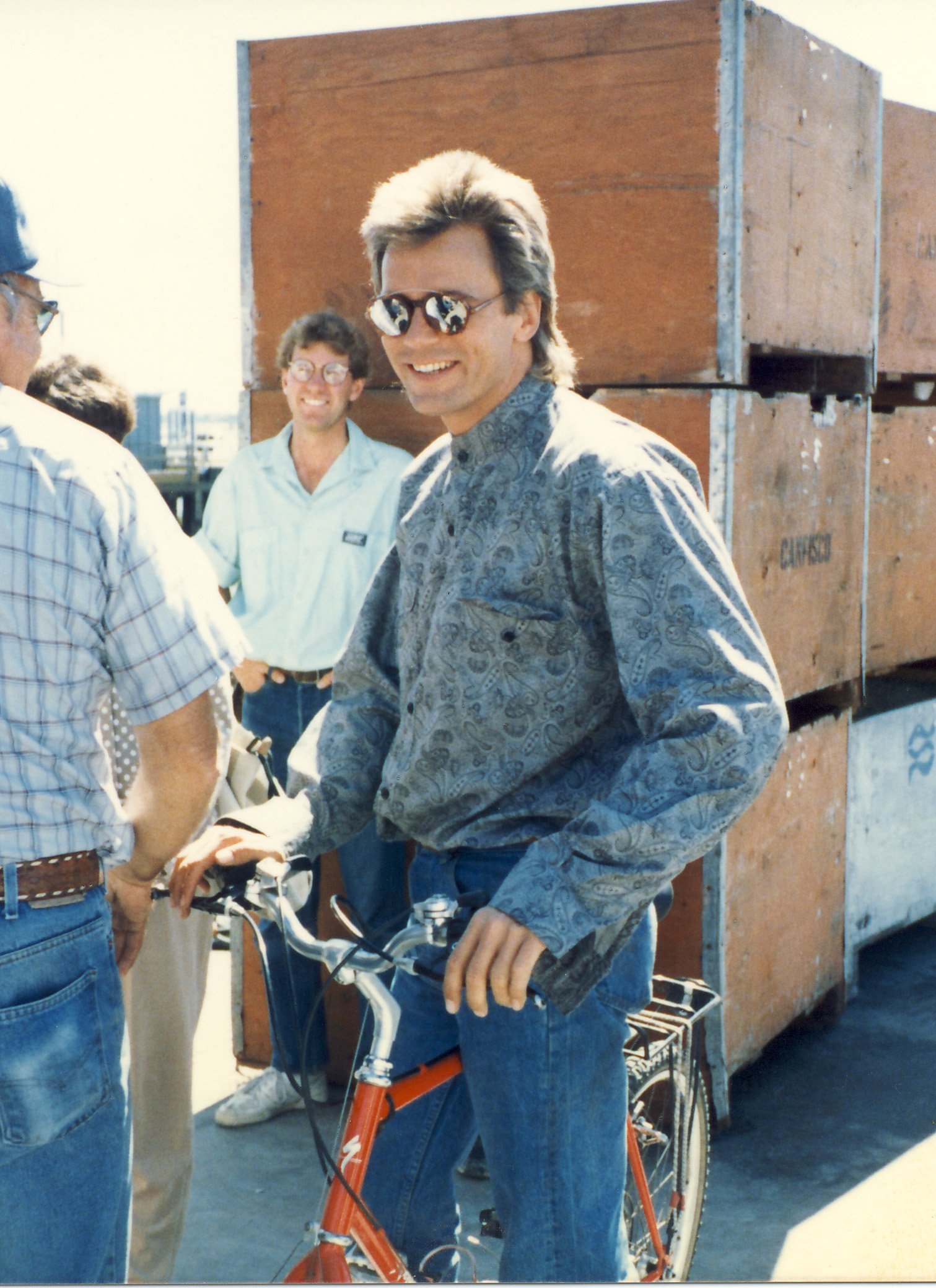
L'acteur Richard Dean Anderson, qui incarne le personnage principal de la série, sur le plateau de tournage en 1985.

La série tourne autour du personnage d'Angus MacGyver (connu par ses amis comme « MacGyver » ou « Mac »), dont le principal actif est sa mise en pratique de ses connaissances scientifiques et de l'utilisation inventive des objets à sa disposition, tout en n'utilisant que son couteau suisse et du ruban adhésif.
Les solutions intelligentes, mises en œuvre par MacGyver pour résoudre des problèmes apparemment insolubles — souvent d'ailleurs dans des situations de vie ou de mort lui enjoignant d'improviser des dispositifs complexes en quelques minutes —, sont un des attraits majeurs de cette série.
Angus MacGyver est un agent secret (immatriculé « DXSID N°XC4479 ») du département des Services externes, puis un employé de la « Fondation Phoenix », une société privée à but non lucratif. À partir de l'épisode 11, son chef de service, qui est aussi son ami, est Peter Thornton. C'est d'ailleurs Thornton qui va lui proposer d'entrer à la Fondation Phoenix par la suite.
MacGyver est un « héros anti arme » ; il n'utilise jamais d'armes à feu (qui lui répugnent), sauf pour assommer ses ennemis avec la crosse ou s'en servir comme d'une clef anglaise. Il y a cependant quelques rares exceptions. Par exemple, il utilise un AK-47 dans le pilote de la série et menace des kidnappeurs avec un pistolet dans l'épisode 10 de la saison 1.
Bricoleur hors pair, il ne se sépare jamais de son couteau suisse qui lui sert à fabriquer toutes sortes de dispositifs ingénieux, afin de se sortir des nombreuses situations périlleuses dans lesquelles il se retrouve souvent impliqué. Par exemple, colmater une fuite d'eau avec un chewing-gum, boucher une fuite d'acide avec du chocolat, fabriquer un hyper-propulseur avec un nettoyeur haute pression accroché à son dos, etc.
Face à chaque problème auquel il est confronté, MacGyver arrive toujours à trouver une solution, inédite et astucieuse, et souvent étonnante.

## Thèmes
La série a comme objectif de susciter l'intérêt pour les sciences appliquées, en particulier l'ingénierie tout en proposant des scénarios crédibles. Tous les exploits de MacGyver sont fondés sur des principes scientifiques. Dans les rares cas où MacGyver utilise des produits chimiques ménagers pour créer des poisons, des explosifs ou d'autres inventions jugées trop dangereuses pour être décrites avec précision au public, certains détails sont modifiés ou laissés dans le vague.
Ce type de comportement est entré dans la culture populaire aux États-Unis sous la dénomination de « MacGyverisme » (un terme utilisé pour la première fois dans l'épisode 3 de la saison 2, « La double piqûre »).
La série a souvent aussi porté sur des questions sociales, bien plus dans les saisons 4 à 7 que dans les saisons 1 à 3, mais les scénarios restent pour la plupart basés sur les aventures de MacGyver travaillant pour le gouvernement des États-Unis et, plus tard, pour la « Fondation Phoenix ».

## Distribution

### Acteurs principaux
- Richard Dean Anderson (VF : Edgar Givry) : Angus MacGyver
- Dana Elcar (VF : Jean Berger, Henri Poirier, Edmond Bernard) : Peter Thornton (récurrent saison 1, principal saison 2 à saison 7).

### Acteurs récurrents

#### Entourage de MacGyver
- John Anderson : Harry Jackson (saisons 1 à 6)
- Teri Hatcher (VF : Kelvine Dumour) : Penny Parker (saisons 1 à 5)
- Bruce McGill (VF : Marc Alfos) : Jack Dalton (saisons 2 à 7)
- Michael Des Barres (VF : Jean-Pierre Leroux) : Murdoc (saisons 2 à 7)
- Elyssa Davalos (VF : Anne Rondeleux) : 
  - Lisa (saison 3, épisodes 1 et 2, «A la recherche de l'amour perdu»)
  - Nikki Carpenter (saison 3)
- Richard Lawson : Jesse Colton (saisons 4 à 7)
- Cuba Gooding Jr. : 
  - Ray (saison 4, épisode 12, « Défi en noir et blanc »)[a]
  - Billy Colton (saisons 5 à 7)
- Cleavon Little : Frank Colton (saisons 5 à 7)

### Acteurs invités (guest stars)
Liste des acteurs invités (guest-stars) de la série.
- John Vernon : Dave Ryerson (saison 1, épisode 4, « Le gantelet »)
- Robert Englund : Tim Wexler (saison 1, épisode 13, « Atome crochu »)
- June Chadwick : Jill Ludlum (saison 2, épisode 1, « L'élément humain »)
- Patricia McPherson : Michelle « Mike » Forester  (saison 2, épisode 6, « Le roi des menteurs »)
- Danny Cooksey : Darin Cooper (saison 2, épisode 8, « Les aigles »)
- Edward Mulhare : Guy Roberts (saison 2, épisode 10, « Holywood nous voilà ! »)
- Don Gordon : Frank Bonner (saison 2, épisode 12, « Affaire de famille »)
- Bruce Harwood : Juice (saison 3, épisode 10, « Rencontre explosive »)
- Judy Geeson : Liane Auber (saison 3, épisode 14, « Étrange trio »)
- Gordon Tootoosis : Perry (saison 3, épisode 17, « Le masque du loup »)
- James Karen : Robert Sanborn (saison 4, épisode 2, « Frères de sang »)
- Jason Priestley : Danny (saison 4, épisode 2, « Frères de sang »)
- Don Galloway : Colonel John Collins (saison 4, épisode 10, « Fraternité voleurs »)
- Joseph Wiseman : Joe Catano (saison 4, épisode 11, « La bataille de Tomy Giordano »)
- Jean Bruce Scott : Liz (saison 4, épisode 15, « Le tueur invisible »)
- Raymond St. Jacques : Président Dakra (saison 4, épisode 16, « Non, je rêve ou quoi ? »)
- Daniel Davis : Nicholas Helman (saison 5, épisode 6, « Le couloir de la mort »)
- Nehemiah Persoff : Sam Bolinski (saison 5, épisode 9, « Un paysage d'Anvers » )
- Gretchen Wyler : Mme Brandenberg (saison 5, épisode 9, « Un paysage d'Anvers »)
- Jeanette Nolan : Carol (saison 5, épisode 11, « La vierge disparue »)
- Vic Tayback : George Henderson (saison 5, épisode 16, « Jenny »)
- Henry Beckman : Le juge (saison 5, épisode 20, « Un jugement hâtif »)
- Richard Roundtree : R.T. Hines (saison 6, épisode 1, « Le gang anti-drogue »)
- Marion Ross : Sœur Robin (saison 6, épisode 7, « Le testament de Harry »)
- Abe Vigoda : Bill Cody (saison 6, épisode 7, « Le testament de Harry »)
- Richard C. Sarafian : Caspar Kasabian (saison 6, épisode 9, « Amères récoltes »)
- Robert Pine : Ralph Jerico (saion 6, épisode 12, « Amour de jeunesse »)
- Jim McMullan : Andrew Barlett (saion 6, épisode 13, « Terre stérile »)
- Nicolas Coster : Doc (saion 6, épisode 16, « Témoin sans parole »)
- Michael Gregory : Larry Whitecloud (saion 6, épisode 20, « Le sentier des larmes »)
- Shelley Berman : Abe Sherman (saison 7, épisode 1, « Un grand-père pas comme les autres »)
- Shawn Wayans : Robo (saison 7, épisode 2, « Quiproquo »)
- Wendie Malick : Cindy Finnegan (saison 7, épisode 3, « Obsédé »)
- Jenette Goldstein : Rachel Bradley (saison 7, épisode 4, « Le syndrome Prométhée »)
- Colm Meaney : Dr. Irwin Malcolm (saison 7, épisode 7, « MacGyver le preux » (1/2))

### Acteurs secondaires récurrents

#### Autres acteurs
- Robin Mossley (8 épisodes)
- Dale Wilson (en) (5 épisodes)
- Allan Lysell (4 épisodes)
- Gerry Bean (en) (4 épisodes)
- Claire Vardiel (5 épisodes)
- Jackson Davies (en) (5 épisodes)
- Bill Croft (4 épisodes)

## Liste des épisodes
La série comprend sept saisons et deux téléfilms, produits entre 1985 et 1994.
- Première saison (1985-1986)
- Seconde saison (1986-1987)
- Troisième saison (1987-1988)
- Quatrième saison (1988-1989)
- Cinquième saison (1989-1990)
- Sixième saison (1990-1991)
- Septième saison (1991-1992)

## Personnages

### Personnages principaux
- Angus MacGyver (plus souvent appelé par son patronyme MacGyver ou "Mac" pour ses amis) : le personnage principal. Il est le seul à être présent dans tous les épisodes. Il est né le 23 mars 1951 (toutefois, en zoomant sur le passeport de l'épisode Pour un sourire de penny, MacGyver serait né le 23 janvier 1951) à Mission City (en) dans le Minnesota.

Il refuse de porter ou d'utiliser une arme à feu, en raison d'un accident dans son enfance avec un revolver qui a entraîné la mort d'un ami. Le personnage est décrit comme un ardent opposant aux armes, ainsi que comme un partisan de la préservation de l'environnement, de l'égalité des hommes et de l'aide aux pauvres. Il voit en son employeur la Fondation Phoenix une alternative pour résoudre différents problèmes diplomatiques ou humanitaires, plutôt que par l'utilisation des armes.
- Peter Thornton : le supérieur hiérarchique de MacGyver à la Fondation Phoenix. C'est aussi un ami de longue date de MacGyver.

### Entourage
- Harry Jackson : le grand-père de MacGyver. Ce dernier cite régulièrement son grand-père en voix-off (« Comme mon grand-père dit toujours, ... »). C'est l'un des points repris par les parodies de la série. Le grand-père de MacGyver a été personnifié à partir de l'épisode 10 (La cible) par l'acteur John Anderson.
- Jack Dalton : pilote d'avion et ami du héros. Il apparaît régulièrement dans la série (19 apparitions) et plonge à chaque fois MacGyver, venu pour le secourir, dans des situations délicates. De plus, il met souvent en place des blagues de mauvais goût.
- Penny Parker : une fille qui rêve de devenir une vedette du music-hall. La poursuite effrénée de ce rêve, son insouciance et son charme l'attirent toujours dans des situations incroyables. Elle est née le 20 février 1962 dans l'Iowa.

### Ennemis
- Murdoc : un tueur à gage qui essaie à plusieurs reprises de tuer MacGyver avant de demander son aide dans la cinquième saison. Murdoc n'a jamais manqué sa cible avant de trouver MacGyver sur son chemin. Un épisode retrace la rencontre entre Peter Thornton et MacGyver pour traquer Murdoc. Murdoc a aussi la particularité de donner l'impression de mourir à la fin de l'épisode, mais sans que son corps ne soit retrouvé (sauf celui où il demande l'aide de MacGyver).
- Deborah : elle est engagée afin d'éliminer MacGyver, qui s'oppose à un projet commercial. Ils ont une liaison amoureuse, mais poursuit sa mission en tentant de le tuer. Elle ne le rend que momentanément aveugle, et échouera dans sa quête. Dans un épisode suivant, elle voudra prendre sa revanche en créant un jeu de piste avec Pete et Jack.
- Le docteur Zito : un tueur en série psychopathe. Quand MacGyver le rencontre, il est prisonnier mais a planifié l'assassinat de l'inspecteur Kate Murphy qui l'a fait arrêter. MacGyver doit communiquer avec lui pour comprendre comment il a planifié l'assassinat.
- Les Soviétiques et leurs alliés, qui représentent le « camp du mal » (saison 1, épisodes 3, 15, 16, 17 ; saison 3, épisodes 1, 6).

## Production

### Création
Lors de la création de la série, le réalisateur John Rich travaillait sur la série américaine Mr. Sunshine qui a finalement été annulée par ABC. Avec une équipe composée de Henry Winkler et Lee David Zlotoff, il crée la série qui sera plus tard connue sous le nom MacGyver.

### Tournage
La série télévisée a été tournée en Californie du Sud pour ses deux premières saisons ainsi que dans sa dernière saison.
Pendant les saisons 3 à 6, la série est filmée dans divers lieux de Vancouver en Colombie-Britannique. Le budget prévisionnel pour chaque épisode était d'environ 1 million de dollars américains.

### Diffusion
Aux États-Unis, la série est diffusée pour la première fois sur ABC le 29 septembre 1985.
En France, la série est diffusée pour la première fois le 4 janvier 1987 sur Antenne 2 (puis France 2) dans Dimanche Martin et les autres programmes jusqu'en 1994 puis sur La Cinq de juillet 1990 à mars 1992. Rediffusion sur France 3 de 1992 à 1994 sur TF1 de 1995 à 2002. La série est ensuite rediffusée sur W9, TV Breizh, TMC et enfin sur C8. Elle est disponible en DVD depuis le 16 juin 2005. En 2016, elle est diffusée sur M6. En 2019, elle est disponible sur le service de télévision de rattrapage MyTF1.
Au Québec, elle a été diffusée par TQS
En Belgique francophone, la série a été diffusée sur la chaîne privée RTL-TVI.
En Suisse, la série a été diffusée par la TSR.
Au Luxembourg, la série a été diffusée sur RTL Télévision puis RTL TV.

## Autour de la série
Le personnage d'« écolo-bricolo » Angus MacGyver fut le modèle d'une génération de téléspectateurs qui gardent le souvenir d'un aventurier intrépide, capable de réparer ou fabriquer à peu près tout avec seulement les objets qui lui tombent sous la main.
Dans le pilote et premier épisode, Dana Elcar joue le rôle d'Andy Colson, le directeur des laboratoires KIVA. À partir de l'épisode 11, il revient dans le rôle de Peter Thornton. Dans cet épisode, Pete est juste présenté comme un contact et il n'est pas fait mention de son amitié avec MacGyver, ce qui constitue une incohérence entre les scénarios des épisodes. C'est dans l'épisode 40 (2x18), que les scénaristes les présentent comme effectivement de vieux amis en racontant leur première rencontre.
D'autres acteurs seront aussi utilisés dans plusieurs rôles de personnages :
- Nana Visitor joue le rôle d'une vieille amie dans Situation Explosive (1x8) et une parfaite inconnue dans MacGyver Mort ou Vif (2x21)
- Elyssa Davalos joue le rôle de Lisa dans À la recherche de l'amour perdu (3x1 & 3x2) puis revient régulièrement à partir de l'épisode Les diamants du Ghanastan (3x5) dans le rôle de Nikki Carpenter.
- Cuba Gooding Jr joue le rôle de Ray, un jeune ado accusé à tort de vol de voiture dans Défi en noir et blanc (4x12). Il reviendra dans le rôle de Billy Colton, le frère des chasseurs de primes Frank et Jesse Colton, dans Sur la piste des rhinocéros (5x8).
- Don S. Davis qui a joué le général George Hammond dans Stargate SG-1 (série avec Richard Dean Anderson) a été la doublure de Dana Elcar (Peter Thornton). Il joue d'ailleurs le chauffeur du camion à béton dans l'épisode Une rencontre explosive où MacGyver est enrhumé. Il joue également le rôle d'un braconnier dans l'épisode Vacances dangereuses 3x19.
- Christopher Judge, qui joue Teal'c dans Stargate SG-1, a eu un petit rôle dans MacGyver (épisode 13 saison 5 - Le Programme mentor (Live and Learn)).
- Cette série marque aussi les premiers pas sur scène de Teri Hatcher, dans le rôle de Penny Parker, amie maladroite de MacGyver.

Peter Thornton eut de nombreuses secrétaires qui portèrent toutes le même prénom : Helen.
L'épisode 2 de la saison 1 semble révéler comment MacGyver obtient son couteau suisse (un enfant birman le lui remet, pour qu'il puisse s'échapper, après l'avoir récupéré dans l'épave d'un avion). Mais cela ne semble pas cohérent, si l'on tient compte du pilote et du fait que MacGyver avait déjà un couteau suisse. Cela étant, les épisodes n'ont pas nécessairement été produits et diffusés dans l'ordre de leur écriture[réf. souhaitée].
Plusieurs épisodes ont été réalisés par Alan Smithee : c'est le pseudonyme qu'utilisent les réalisateurs qui ne veulent pas que leur nom apparaisse au générique.
À partir de la saison 2, Michael Greenburg le producteur de la série Stargate SG-1 est chargé de la production de la série.
Dans l'épisode Frères de sang (le deuxième de la saison 4), on découvre que lorsqu'il était enfant, MacGyver, ainsi que trois de ses amis jouaient avec un revolver. L'un d'eux, Jesse, est tué accidentellement. C'est pour cela qu'il déteste les armes à feu.
À partir de la saison 6, Dana Elcar devient aveugle. Les scénaristes attribuent le même handicap à Peter Thornton. L'acteur avait tout de même des scènes plus statiques et le regard fixé dans le vide, avant que son handicap soit officiellement attribué au personnage.
Un des producteurs de cette série est Henry Winkler, qui a interprété le rôle de Fonzie dans la série Happy Days.
Celui-ci fait une courte apparition dans l'épisode 7 de la saison 6.

## Dans la culture populaire

### Faits divers
- En octobre 1992, un adolescent fabrique à La Roque-Sainte-Marguerite un engin explosif à la suite de la diffusion d'un épisode de MacGyver. La détonation qui s'est ensuivie ayant entraîné son décès, la famille porte alors plainte contre la chaîne France 2 et le CSA[14]. Cette affaire fait écho outre-Atlantique, étant relayée entre autres par le New York Times et par le magazine Variety[15],[16].

### Cinéma
- Dans le film Opération Condor (1991) de Jackie Chan, quand son personnage Jackie est dans une ex-base secrète des nazis, il essaie de réparer le groupe électrogène en disant : « MacGyver y arrive, je peux le faire aussi ».
- Dans MacGruber (2010) de Jorma Taccone, film inspiré de la série de sketches parodiques sur le personnage de MacGyver (nommé « MacGruber ») dans l'émission américaine de divertissement Saturday Night Live[17].

### Télévision

#### Séries
- Dans la série Les Simpson, les sœurs Selma et Patty, belles-sœurs de Homer Simpson, sont fans de la série MacGyver et donc de Richard Dean Anderson. Dans l'épisode « Notre Homer qui êtes un dieu » (« Kiss Kiss Bang Bangalore » - saison 17), Richard Dean Anderson prête sa voix à son personnage, qui se fait enlever par Selma et Patty.
- Dans Stargate Atlantis (saison 2, épisode 5), Rodney McKay s'exclame : « Hey ! Mais je ne suis pas MacGyver ! » alors qu'on lui demande de réparer un vaisseau spatial, le Jumper (Puddle Jumper en version originale), à la suite d'un crash.
- Dans l'épisode-pilote « Enfants des dieux » de Stargate SG-1, Samantha Carter sur Abydos fait référence à MacGyver lorsqu'elle parle du DHD artisanal fabriqué par le SGC[e].
- Dans Chuck (saison 2, épisode 9), Chuck fait référence à MacGyver[f].
- Dans Prison Break (saison 4, épisode 7), T-Bag menace Michael Scofield pensant qu'il essaie de gagner du temps « en manigançant un coup à la MacGyver » pour lui permettre de s'enfuir.
- Dans That '70s Show (saison 6, épisode 9), Eric Forman, alors qu'il répare l'évier avec son père, fait allusion à « MacGyver », ce qui constitue un anachronisme évident (puisque la saison 6 de cette série est censée se passer en 1979)[g].
- Dans Earl (saison 4, épisode 11), Joy prétend que MacGyver serait « le plus génial des présidents ». Elle l'appelle « le roi des bricoleurs, Monsieur MacGyver ». Dans le même épisode, un passage avec une bande originale parodie le thème de la série tandis que Joy se sort d'une situation dangereuse « à la MacGyver » (grâce au « système D »).
- Dans Sabrina, l'apprentie sorcière (saison 3, épisode 20), Zelda propose d'utiliser une astuce pour se sortir du pétrin. Sabrina la félicite en disant : « Bien joué, MacGyver ».
- Dans Better Off Ted (saison 1, épisode 9), Linda possède un poisson rouge nommé MacGyver.
- Dans Sanctuary (saison 1, épisode 12), Ashley Magnus, la fille de Helen Magnus, qualifie Henri de « Indiana Jones et MacGyver réunis » en raison de son courage et sa débrouillardise.

#### Autres
- Dans l'émission Saturday Night Live, « MacGruber » est une parodie récurrente du personnage de MacGyver.
- Dans l'émission MythBusters, il est fréquemment fait référence à MacGyver, un épisode est même entièrement consacré à la véracité de quelques techniques mises en place par l'aventurier dans la série télévisée.
- En 2006, une publicité pour Mastercard met en scène Richard Dean Anderson dans son rôle de MacGyver[18].
- Dans le sketch du groupe d'humoristes français Les Inconnus intitulé La Révolution, le personnage de Mohammed (Didier Bourdon), un enfant qui joue dans une pièce de théâtre scolaire le rôle de Louis XVI, fait allusion aux talents de MacGyver — qu'il prétend posséder — pour réparer son carrosse après la fuite à Varennes du roi[19].

### Jeux vidéo
- Dans Les Chevaliers de Baphomet : Le Manuscrit de Voynich, George essaye de se souvenir de ce qu'avait fait MacGyver avec de la ficelle et du papier aluminium.

## Distinctions
- Genesis Awards en 1991[20],[21]
- BMI Film & TV Awards en 1991[21]

## DVD
| Production | Production             | Nombre d'épisodes | DVD : date de sortie | DVD : date de sortie | DVD : date de sortie              |
| Production | Production             | Nombre d'épisodes | États-Unis (R1)      | Europe (R2)          | Amérique du Sud et Australie (R4) |
| ---------- | ---------------------- | ----------------- | -------------------- | -------------------- | --------------------------------- |
|            | Saison 1               | 22                | 25 janvier 2005      | 18 juillet 2005      | 16 mars 2006                      |
|            | Saison 2               | 22                | 7 juin 2005          | 27 février 2006      | 16 mars 2006                      |
|            | Saison 3               | 20                | 6 septembre 2005     | 2 octobre 2006       | 11 octobre 2006                   |
|            | Saison 4               | 19                | 6 décembre 2005      | 29 janvier 2007      | 15 janvier 2007                   |
|            | Saison 5               | 21                | 14 mars 2006         | 13 juillet 2008      | 9 avril 2008                      |
|            | Saison 6               | 21                | 13 juin 2006         | 22 mars 2008         | 20 juillet 2008                   |
|            | Saison 7               | 14                | 24 octobre 2006      | 10 mai 2009          | 3 mars 2009                       |
|            | La série complète      | 139               | 16 octobre 2007      | 7 octobre 2009       | 21 juillet 2009                   |
|            | Les téléfilms Macgyver | 2                 | 15 juin 2010         | N/A                  | N/A                               |

## Produits dérivés

### Téléfilms
Deux ans après l'arrêt de la série, deux téléfilms sont diffusés.
- 1994 : Le Trésor perdu de l'Atlantide (Lost Treasure of Atlantis)
- 1994 : Le Chemin de l'enfer (Trail to Doomsday)

### Young MacGyver
En 2003, un pilote de série-dérivée fut tourné sous le titre de Young MacGyver, centré sur le neveu d'Angus MacGyver, Clay. Ce dernier rejoint à son tour la Phoenix Foundation. Ce pilote devait lancer une nouvelle série, portée par Jared Padalecki dans le rôle-titre. Le projet ne s'est finalement pas concrétisé.

### Projet de film
En 2002, un projet de film est envisagé, lorsque Lee David Zlotoff signe un contrat avec New Line Cinema afin d'adapter la série au cinéma.
Durant un premier temps, Raffaella De Laurentiis, fille de Dino De Laurentiis, est censée participer à la production, mais le projet est finalement abandonné, même si des rumeurs font état d'un projet en-cours. Mais après le développement d'une nouvelle série 2016, l'idée d'un prequel ou d'un film semblent définitivement écartés.

### Reboot de la série (2016)
Un reboot de la série, avec Lucas Till dans le rôle principal, est diffusé entre le 23 septembre 2016 et le 30 avril 2021 sur le réseau CBS.